# Autorretrato da artista com seu pai
Autorretrato da Artista com seu Pai (em francês, Autoportrait de l'artiste avec son père) é uma pintura da artista francesa Constance Mayer que a retrata com seu pai, Pierre Mayer. Apresentado no Salão de 1801, está conservado desde 1989 no Wadsworth Atheneum, em Hartford, capital de Connecticut, nos Estados Unidos.